# إيفان ياركوفيسكي
إيفان أوسيبوفيتش ياركوفسكي(بالروسية: Иван Осипович Ярковский ) (مواليد 24 مايو 1844 في أسفيا - توفي 22 يناير 1902 في هايدلبرغ)، هو مهندس مدني روسي-بولندي.
ولد لعائلة بولندية في أسفيا-محافظة فيتيبسك (الإمبراطورية الروسية، بيلاروسيا الآن)، وعمل في شركة سكك حديدية روسية وكان غامضًا في عصره. ابتداءً من السبعينيات، بعد فترة طويلة من وفاة ياركوفسكي، تم تطوير عمله حول تأثيرات الإشعاع الحراري على الأجسام الصغيرة في النظام الشمسي (مثل الكويكبات ) إلى تأثير ياركوفسكي وتأثير يورب . سمي الكويكب 35334 ياركوفسكي تكريما له في عام 1888 ، ابتكر أيضًا تفسيرًا ميكانيكيًا للجاذبية.

## تأثير ياركوفسكي
في عام 1900 تنبأ بتأثير ياركوفيسكي الذي تم تأكديه تجريبياً في عام 2003م عن طريق علماء أمريكيين من قبل مجموعة بقيادة ستيفن تشيسلي وستيفن أوسترو في (مختبر الدفع النفاث ، ناسا) باستخدام تلسكوب أرسيبا الراديوي.

## مادة مطبوعة
- Yarkovsky, I. O. (1888)، Hypothese cinetique de la Gravitation universelle et connexion avec la formation des elements chimiques، Moscow{{استشهاد}}:  صيانة الاستشهاد: مكان بدون ناشر (link)
- Beekman, George (2006)، "I.O. Yarkovsky and the Discovery of 'his' Effect"، Journal for the History of Astronomy، ج. 37، ص. 71–86، Bibcode:2006JHA....37...71B، مؤرشف من الأصل في 2024-07-30

## روابط خارجية
- اقتباسات للكويكبات المكتشفة في مرصد سورمانو الفلكي